# Lijst van nummer 1-hits in de Verrukkelijke 15 in 1986
Deze nummers stonden in 1986 op nummer 1 in de Verrukkelijke 15.
| Nummer | Datum        | Artiest                          | Titel                         |
| ------ | ------------ | -------------------------------- | ----------------------------- |
| 43     | 7 januari    | Talk Talk                        | Life's What You Make It       |
| 44     | 14 januari   | The Waterboys                    | The Whole of the Moon         |
|        | 21 januari   | The Waterboys                    | The Whole of the Moon         |
|        | 28 januari   | The Waterboys                    | The Whole of the Moon         |
| 45     | 4 februari   | Blue Murder                      | Talk Talk Talk                |
| 46     | 11 februari  | The Cure                         | Six Different Ways            |
| 47     | 18 februari  | Public Image Ltd.                | Rise                          |
| 48     | 25 februari  | Cock Robin                       | The Promise You Made          |
|        | 4 maart      | Cock Robin                       | The Promise You Made          |
| 49     | 11 maart     | David Bowie                      | Absolute Beginners            |
|        | 18 maart     | David Bowie                      | Absolute Beginners            |
| 50     | 25 maart     | Talk Talk                        | Living in Another World       |
|        | 1 april      | Talk Talk                        | Living in Another World       |
| 51     | 8 april      | Cliff Richard & The Young Ones   | Living Doll                   |
|        | 15 april     | Cliff Richard & The Young Ones   | Living Doll                   |
|        | 22 april     | Cliff Richard & The Young Ones   | Living Doll                   |
| 52     | 29 april     | Peter Gabriel                    | Sledgehammer                  |
|        | 6 mei        | Peter Gabriel                    | Sledgehammer                  |
| 53     | 13 mei       | Big Country                      | Look Away                     |
|        | 20 mei       | Big Country                      | Look Away                     |
| 54     | 27 mei       | The Cure                         | Boys Don't Cry                |
|        | 3 juni       | The Cure                         | Boys Don't Cry                |
| 55     | 10 juni      | The Smiths                       | Bigmouth Strikes Again        |
|        | 17 juni      | The Smiths                       | Bigmouth Strikes Again        |
|        | 24 juni      | The Smiths                       | Bigmouth Strikes Again        |
|        | 1 juli       | The Smiths                       | Bigmouth Strikes Again        |
| 56     | 8 juli       | Het Goede Doel                   | Alles Geprobeerd              |
|        | 15 juli      | Het Goede Doel                   | Alles Geprobeerd              |
| 57     | 22 juli      | Matia Bazar                      | Ti Sento                      |
|        | 29 juli      | Matia Bazar                      | Ti Sento                      |
|        | 5 augustus   | Matia Bazar                      | Ti Sento                      |
| 58     | 12 augustus  | David Sylvian                    | Taking the Veil               |
|        | 19 augustus  | David Sylvian                    | Taking the Veil               |
| 59     | 26 augustus  | Bruce Hornsby                    | The Way It Is                 |
|        | 2 september  | Bruce Hornsby                    | The Way It Is                 |
|        | 9 september  | Bruce Hornsby                    | The Way It Is                 |
| 60     | 16 september | The Smiths                       | Panic                         |
|        | 23 september | The Smiths                       | Panic                         |
|        | 30 september | The Smiths                       | Panic                         |
|        | 7 oktober    | The Smiths                       | Panic                         |
|        | 14 oktober   | The Smiths                       | Panic                         |
| 61     | 21 oktober   | In Tua Nua                       | Seven Into the Sea            |
|        | 28 oktober   | In Tua Nua                       | Seven Into the Sea            |
| 62     | 4 november   | Elvis Costello & The Attractions | I Want You                    |
|        | 11 november  | Elvis Costello & The Attractions | I Want You                    |
|        | 18 november  | Elvis Costello & The Attractions | I Want You                    |
|        | 25 november  | Elvis Costello & The Attractions | I Want You                    |
|        | 2 december   | Elvis Costello & The Attractions | I Want You                    |
| 63     | 9 december   | It's a Secret                    | I Can't Dance (It's a Secret) |
| 64     | 16 december  | Spandau Ballet                   | Through the Barricades        |
| 65     | 23 december  | Claw Boys Claw                   | Blue Bells                    |